# یانگ یی جی
یانگ یی جی (کره‌ای: 양의지؛ زادهٔ ۵ ژوئن ۱۹۸۷) بازیکن بیس‌بال اهل کره جنوبی است.
وی در مسابقات کشوری و بین‌المللی در مجموع برندهٔ ۱ مدال طلا شده است.